# Bembidion gilae
Bembidion gilae är en skalbaggsart som beskrevs av Carl Hildebrand Lindroth. Bembidion gilae ingår i släktet Bembidion och familjen jordlöpare. Inga underarter finns listade i Catalogue of Life.